# Jungang-dong, Pyeongtaek
Jungang-dong (koreanska: 중앙동) är en stadsdel i staden Pyeongtaek i provinsen Gyeonggi i den centrala delen av Sydkorea, 60 km söder om huvudstaden Seoul.